# 藤裏葉
| 源氏物語五十四帖 |        |    |        |
| 各帖のあらすじ   |        |    |        |
| 帖               | 名     | 帖 | 名     |
| 1                | 桐壺   | 28 | 野分   |
| 2                | 帚木   | 29 | 行幸   |
| 3                | 空蝉   | 30 | 藤袴   |
| 4                | 夕顔   | 31 | 真木柱 |
| 5                | 若紫   | 32 | 梅枝   |
| 6                | 末摘花 | 33 | 藤裏葉 |
| 7                | 紅葉賀 | 34 | 若菜   |
| 8                | 花宴   | 35 | 柏木   |
| 9                | 葵     | 36 | 横笛   |
| 10               | 賢木   | 37 | 鈴虫   |
| 11               | 花散里 | 38 | 夕霧   |
| 12               | 須磨   | 39 | 御法   |
| 13               | 明石   | 40 | 幻     |
| 14               | 澪標   | 41 | 雲隠   |
| 15               | 蓬生   | 42 | 匂宮   |
| 16               | 関屋   | 43 | 紅梅   |
| 17               | 絵合   | 44 | 竹河   |
| 18               | 松風   | 45 | 橋姫   |
| 19               | 薄雲   | 46 | 椎本   |
| 20               | 朝顔   | 47 | 総角   |
| 21               | 少女   | 48 | 早蕨   |
| 22               | 玉鬘   | 49 | 宿木   |
| 23               | 初音   | 50 | 東屋   |
| 24               | 胡蝶   | 51 | 浮舟   |
| 25               | 蛍     | 52 | 蜻蛉   |
| 26               | 常夏   | 53 | 手習   |
| 27               | 篝火   | 54 | 夢浮橋 |

「藤裏葉」（ふじのうらば）は、『源氏物語』五十四帖の巻名のひとつ。第33帖。巻名は内大臣が詠んだ和歌「春日さす藤の裏葉のうらとけて君し思はば我も頼まむ」に因む。

## あらすじ
光源氏39歳の話。
夕霧と雲居の雁の恋を無理矢理裂いてから数年、二人の恋愛は世上に知られているし、今更違う相手と娘を結婚させるのは風聞が悪く、夕霧の方からあせって結婚を申し込む様子もなく、内大臣は自分が折れるべきだと考えるようになった。二人の祖母であり、内大臣の母である大宮の法事の席で袖をひいて話しかけてきた内大臣に夕霧は戸惑い、もしや許してもらえるのかと煩悶する一夜を過ごす。
四月、自邸で藤の花の宴を開くという内大臣の口上を持った息子の柏木が、夕霧を迎えにやってくる。緊張している夕霧に源氏は出かけるよう促し、着替え用にと自らの上等な衣服を選び与える。
藤の花の宴で内大臣はかねての仲であった娘の雲居の雁と夕霧の結婚を認める。仲睦まじい夫婦の誕生に、源氏は親心に嬉しく夕霧の辛抱強さを褒めてやる。内大臣も結婚させてみると後宮での競争の多い入内より、立派な婿を迎えた今の結婚の方が幸せだと分かり、心から喜んで夕霧を大切に扱うのだった。
一方、源氏の娘・明石の姫君入内の日取りが決まる。養母紫の上は姫に付き添えない事から生き別れた実母明石の君に配慮し、後見役を譲った。明石の君の喜びは大きかった。姫が入内し、入れ違いになった二人の母は初めて対面する。互いに相手の美点を見いだして認め合った二人はこれまでのわだかまりも氷解し、心を通わせるのだった。
秋になり、四十の賀を控えて源氏は准太上天皇の待遇を受け、内大臣が太政大臣に昇任する。夕霧も中納言に昇進し、これを機に大宮がかつて住んでいた三条の邸を改装し、雲居の雁とともに移り住んだ。
十一月、紅葉の六条院へ冷泉帝と朱雀院が揃って行幸し、華やかな宴が催された。かくて、少年の日の高麗人の予言は実現を見、源氏は栄華の絶頂に立ったのである。